# Eoscyllina heilongjiangensis
Eoscyllina heilongjiangensis is een rechtvleugelig insect uit de familie veldsprinkhanen (Acrididae). De wetenschappelijke naam van deze soort is voor het eerst geldig gepubliceerd in 2008 door Zheng, Xu, Zhang, Sun & Li.